# 瑞利和威克福德 (英國國會選區)
瑞利和威克福德（英語：Rayleigh and Wickford），英國國會一郡選區，包括英格蘭東部埃塞克斯郡巴西爾登和羅奇福德一部。始設於2010年。
在2010年大選中保守黨的馬克·弗朗索瓦以57.8%選票勝出該區。